# Lükurgosz (Boreasz fia)
A trák Lükurgosz (görög betűkkel Λυκοῦργος) Boreasz fia, az edonok királya. Féltestvére Butésznek. Ellensége Dionüszosznak, ezért foglyul ejtette a bacchánsnőket, más változatban megtámadta az Indiából hazatérő Dionüszosz kíséretét. Dionüszosz elmebajt bocsátott rá, a férfi megölte saját fiait, miközben azt hitte, száraz szőlőtőkéket aprít. Országát azután is terméketlenség sújtotta, miután visszanyerte eszét. Más változat szerint saját fiát, Drüaszt nézte szőlőfürtnek és levágta orrát, fülét, kéz- és lábujjait. A mítosz alapja talán olyan elbeszélés lehet, mint amit Caius Iulius Hyginus hagyott ránk. Szerinte Lükurgosz részegen megerőszakolta saját anyját, majd hogy soha többé ne történhessen ilyesmi, országában minden szőlőtőkét kivágatott.
A trákok feláldozták, hogy kiengeszteljék a még mindig haragos istent: négy lóval széttépették. Diodórosz változatában Dionüszosz fogja el és kegyetlen csonkítások után meggyilkolja. Ez a Lükurgosz szerepel a Lükurgeia című elveszett antik trilógia Édonoi című részében: női ruhában lázad Dionüszosz ellen.